# Sint-Jozefskerk (Temse)

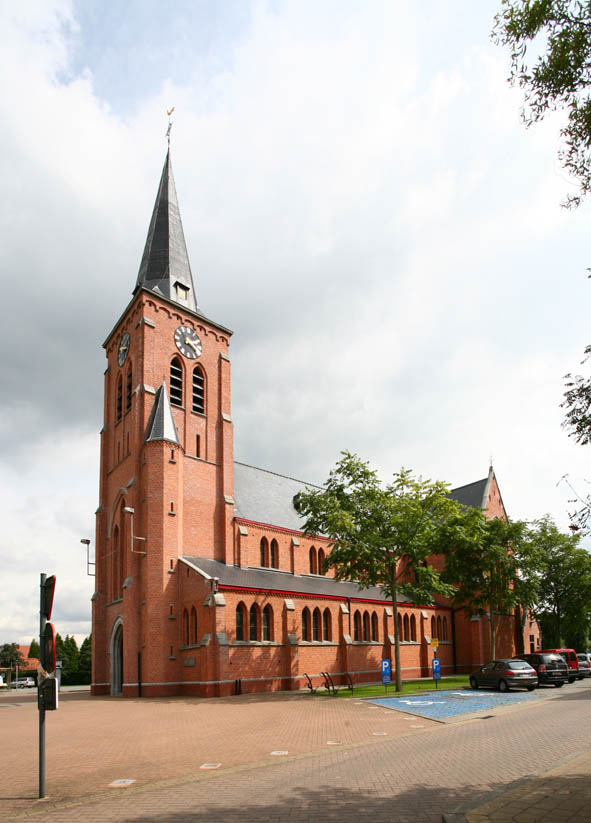
Sint-Jozefskerk

De Sint-Jozefskerk is de parochiekerk van de tot de Oost-Vlaamse gemeente Temse behorende plaats Velle, gelegen aan Velle.
Deze kerk werd gebouwd in 1902 naar ontwerp van F. Smet. Het is een neogotische bakstenen basilicale kruiskerk met halfingebouwde toren. De kerk is naar het zuidoosten georiënteerd. De toren heeft drie geledingen en wordt bekroond door een ingesnoerde naaldspits.
Het kerkmeubilair is neogotisch.